# Bátky Károly (tanító, 1794–1859)
Lövői és felsőbátkai Bátky Károly (Beje, 1794. június 29. – Kecskemét, 1859. április 30.) református tanító, tankönyvíró, mezőgazdasági szakíró, ifj. Bátky Károly tanító édesapja.

## Élete
Bátki András kovácsmester és Ragályi Erzsébet fiaként született, 1794. július 3-án keresztelték Bején. Sárospatakon a későbbi líceumi osztályoknak megfelelő tanfolyamot elvégezvén, 1817-ben Monorra, azután 1820-ban Gyömrőre, majd 1827-ben Alsónémedire, végül 1841-ben Kecskemétre ment tanítónak, ahol a református iskolában a leányokat tanította. Neje Czeglédi Eszter volt.

## Munkássága
Ő volt az írva-olvasás tanításának egyik előharcosa. A német Friedrich Adolph Wilhelm Diesterweg módszereit követte a beszéd- és értelemgyakorlatok tanításában. Pestalozzi módszereit népszerűsítette a számtantanításban. Elemi olvasókönyve 25 kiadást ért meg. Az árvízvédelem, a dohánytermesztés és a futóhomok megkötésével is foglalkozott. Javasolta akác, fűz, lícium, jegenye és bodza ültetését a körülárkolt parcellákra.

## Munkái
- A tökéletes dohánytermesztésnek hosszas tapasztaláson épült leirása. Pest, 1837.
- Elemi olvasókönyv. Kecskemét. 1841. (2. kiadása: Kézi ábécé és elemi olvasó könyvecske czimmel. Uo. 1845. 3. kiadása: Kecskeméti ábéce és elemi olvasókönyv czímmel 1844. 4. k. 1845. 6. k. 1849. 9. k. 1852. Uo. azután Budán. ABC és elemi olvasókönyv czímmel 1855. 1856. 1860. 1869-ig összesen 25-ször 135 ezer példányban.)
- Rövid útmutatás a magyar nyelvtudományra. Kecskemét, 1842.
- Futó-homok megfogása és használása módjáról. Pest, 1842.
- Gyors olvasó táblák 17 gyakorlatban. Uo. 1843.
- Erkölcsi kalauz növendék gyermekek számára. Kecskemét, 1843. (2. kiadás. Uo. 1847., még két kiadást ért 1857-ben is.)
- Mulatva oktató könyvecske. Uo. 1845.
- Budapestnek árviz elleni megovásáról. Pest, 1845. (Pályamű.)
- Rövid általános földleirás, különösen Európa országairól, bővebben magyar és Erdély testvérországokról. Növendék gyermekek számára. Pest, 1847.
- Gyermekbarát. Kecskemét, 1852.
- Bibliai történetek. Buda, 1854.

Kisebb munkálatai megjelentek az Erdélyi Házi Segéd (1840) c. naptárban, továbbá az Athenaeum (1842), Magyar Gazda (1845–46, 1848) és a Társalkodó (1846–1847) című lapokban.